# Município de Edinburg (condado de Portage, Ohio)
Localização do Ohio nos E.U.A.
O município de Edinburg (em inglês: Edinburg Township) é um município localizado no condado de Portage no estado estadounidense de Ohio. No ano 2010 tinha uma população de 2586 habitantes e uma densidade populacional de 40,93 pessoas por km².

## Geografia
O município de Edinburg encontra-se localizado nas coordenadas 41° 05′ 56″ N, 81° 08′ 47″ O. Segundo o Departamento do Censo dos Estados Unidos, o município tem uma superfície total de 63.18 km², da qual 62,4 km² correspondem a terra firme e (1,25 %) 0,79 km² é água.

## Demografia
Segundo o censo de 2010, tinha 2586 pessoas residindo no município de Edinburg. A densidade populacional era de 40,93 hab./km².